# 타이항공 620편 폭발 사건
타이항공 620편 사고는 1986년 10월 26일 방콕에서 마닐라를 거쳐 오사카로 가는 타이항공 국제선 여객기에서 일어난 사고이다. 방콕에서 출발한 에어버스 A300B4-601 항공기는 비행 중 폭발을 겪었다. 항공기는 사고 후 수리되었고 사망자는 없었다. 사고 원인은 야마구치구미의 일본 조폭에 의해 비행기에 실려온 수류탄이었다. 탑승자 239명 중 62명이 부상을 당했다. 비행기는 급강하하여 오사카에 무사히 착륙할 수 있었다.

## 같이 보기
- 타이항공 261편 추락 사고